# 208996 Achlys
(208996) 2003 AZ84 là một vật thể xuyên Sao Hải Vương có thể có một ứng cử viên vệ tinh tự nhiên từ các vùng bên ngoài của Hệ Mặt Trời. Vật thể này có chiều dài trục dài nhất khoảng 940 km trên do hình dạng thuôn dài.